# Gabriel Pranter
Gabriel Pranter ist ein US-amerikanischer Schauspieler.

## Leben
Pranter machte 2014 seinen Bachelor of Arts in Theaterschauspiel an der University of Central Oklahoma. 2011 gab er sein Filmschauspiel im Spielfilm Time Expired. 2012 folgte eine Besetzung im Film Backbone of the Army. Er spielte 2019 im Kurzfilm The Top of the Hill und 2022 im Kurzfilm Fast-Farm: Kid’s Meal mit. 2023 hatte er eine Episodenrolle in der Fernsehserie Wild West Chronicles inne und spielte in drei Episoden der Fernsehserie Into the Wild Frontier in der Rolle des James Harrod mit. Im selben Jahr spielte er in eine der Hauptrollen als Jack im Fernsehfilm Trapped in the Farmhouse mit,  der am 9. Juli 2023 auf dem Sender Lifetime gezeigt wurde. Größere Rollen hatte er im selben Jahr außerdem in Battle of the Atlantic – America vs Russia und The Exorcists – Die Hölle öffnet ihre Pforten inne. 2024 spielte er im Horrorfilm Monster Mash in der Rolle des Hawley Griffin mit. Im selben Jahr war er in eine der Hauptrollen als Dan im Fernsehfilm The Life I Can’t Remember zu sehen. Der Film erschien am 20. Oktober 2024 auf dem Sender Lifetime. Im selben Jahr spielte er im Musikvideo zum Lied Leather Ship der Gruppe The Dread Crew of Oddwood mit.

## Filmografie (Auswahl)
- 2011: Time Expired
- 2012: Backbone of the Army
- 2019: The Top of the Hill (Kurzfilm)
- 2022: Fast-Farm: Kid’s Meal (Kurzfilm)
- 2022–2023: Mates (Fernsehserie; auch Regie und Drehbuch)
- 2023: Wild West Chronicles (Fernsehserie, Episode 3x09)
- 2023: Into the Wild Frontier (Fernsehserie, 3 Episoden)
- 2023: Trapped in the Farmhouse (Fernsehfilm)
- 2023: Battle of the Atlantic – America vs Russia (Top Gunner: Battle of the Atlantic)
- 2023: The Exorcists – Die Hölle öffnet ihre Pforten (The Exorcists)
- 2024: Monster Mash
- 2024: Feathers (Kurzfilm)
- 2024: The South Jersey Horror Podcast (Podcast, Episode 4x34)
- 2024: The Last Mermaid (Kurzfilm)
- 2024: The Life I Can’t Remember (Fernsehfilm)

## Theater (Auswahl)
- 2011: Uncle Vanya, Regie: Brent Noel
- 2011: A Midsummer Night’s Dream, Regie: Rachel Irick
- 2012: Romeo and Juliet, Regie: Rachel Irick
- 2013: American Buffalo, Regie: Brent Noel
- 2013: Measure for Measure, Regie: Bob McGill
- 2022: Ayano, Kiff Scholl